# Мюльхаймский вокзал
Мюльха́ймский вокза́л (нем. Mülheim (Ruhr) Hauptbahnhof) — главный железнодорожный вокзал в городе Мюльхайм-ан-дер-Рур (федеральная земли Северный Рейн-Вестфалия). По немецкой системе классификации вокзал Мюльхайма-на-Руре относится к категории 3.

## История

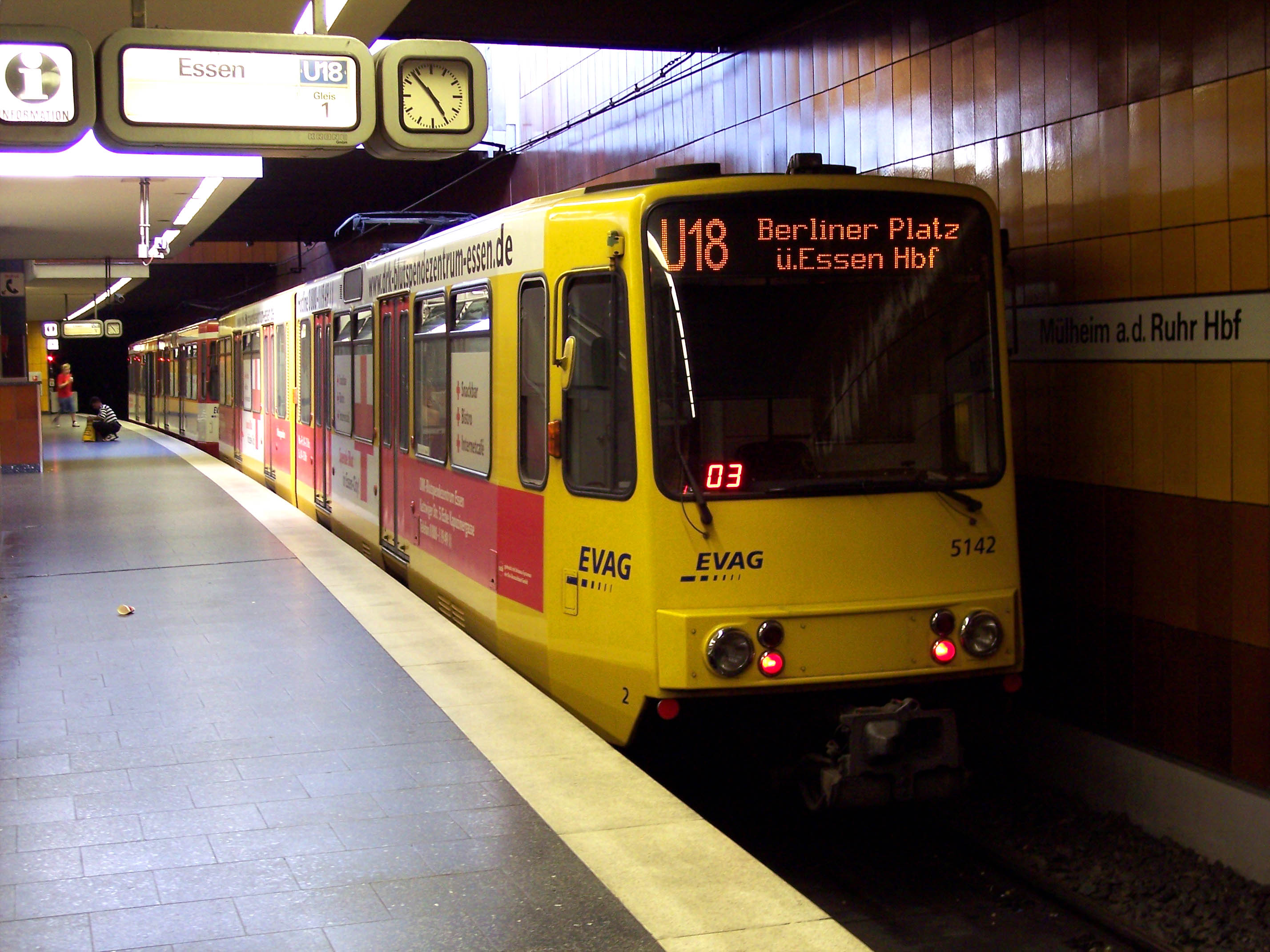
Станция эссенского скоростного трамвая «Mülheim (Ruhr) HBf»

Вокзал в Мюльхайм-ан-дер-Руре был открыт в 1862 году когда Бранденбургская железнодорожная компания (BME) запустила в эксплуатацию участок Виттен/Дортмунд-Оберхаузен/Дуйсбург. Вокзал носил наименование «Mülheim BME». Спустя 4 года Рейнская железнодорожная компания (RhE) проложила через Мюльхайм участок Мербуш-Дортмунд Южный, после чего вокзал получил название «Mülheim RhE». После национализации частных железнодорожных компаний и объединения их в единую сеть железных дорог Пруссии эти два участка были объединены, а вокзал в Мюльхайме впервые получил название «Mülheim (Ruhr)», но уже 11 августа 1892 года вокзал вновь переименовывается, на этот раз он получает имя «Mülheim-Eppinghofen».

В 1905—1910 годах вокзал капитально перестраивается. Высокая башня со шпилем была разрушена в годы второй мировой войны и более не восстанавливалась. После электрификации в 1955 году вокзал в очередной раз получает новое имя — «Mülheim (Ruhr) Stadt». И только в 1974 году при вводе в эксплуатацию городской электрички региона Рейн-Рур вокзал получил своё современное название «Mülheim (Ruhr) Hauptbahnhof».

В 1979 году была открыта подземная трамвайная станция  «Mülheim (Ruhr) Hauptbahnhof». Данная станция используется как конечная маршрутами U-18, соединяющим город с Эссеном, маршрутом 901 соединяющим город с Дуйсбургом. Как промежуточная станция она используется внутригородским маршрутом 102.
В 2010—2011 годах вокзал был модернизирован, при этом была выполнена реконструкция главного корпуса, построен новый пассажирский туннель и наново оформлена привокзальная площадь.

## Движение поездов по станции Мюльхайм (Рур)

### ICиICE
| Линия | Маршрут |
| ----- | --- |
| IC 32 | Берлин (Восточный вокзал) — Ганновер — Дортмунд — Бохум — Эссен — Мюльхайм (Рур) — Дуйсбург — Дюссельдорф — Кёльн — Кобленц — Мангейм — Штутгарт — Мюнхен |
| IC 55 | Лейпциг — Магдебург — Ганновер — Дортмунд — Бохум — Эссен — Мюльхайм (Рур) — Дуйсбург — Дюссельдорф — Кёльн                                               |

### RE,RBиS-Bahn
| Линия | Название              | Маршрут |
| ----- | --------------------- | --- |
| RE 1  | NRW-Express           | Падерборн — Зост — Хамм — Дортмунд — Бохум — Эссен — Мюльхайм (Рур) — Дуйсбург — Аэропорт (Дюссельдорф) — Дюссельдорф — Кёльн–Мессе/Дойц — Кёльн — Ахен |
| RE 2  | Rhein-Haard-Express   | Мюнстер — Реклингхаузен — Ванне-Айкель — Гельзенкирхен — Эссен — Мюльхайм (Рур) — Дуйсбург — Аэропорт (Дюссельдорф) — Дюссельдорф                       |
| RE 6  | Westfalen-Express     | Минден — Билефельд — Хамм — Дортмунд — Бохум — Эссен — Мюльхайм (Рур) — Дуйсбург — Аэропорт (Дюссельдорф) — Дюссельдорф                                 |
| RE 11 | Rhein-Hellweg-Express | Хамм — Дортмунд — Бохум — Эссен — Мюльхайм (Рур) — Дуйсбург — Крефельд — Мёнхенгладбах                                                                  |
| S1    | S-Bahn Rhein-Ruhr     | Дортмунд — Бохум — Эссен — Мюльхайм (Рур) — Дуйсбург — Аэропорт (Дюссельдорф) — Дюссельдорф — Хильден — Золинген                                        |
| S3    | S-Bahn Rhein-Ruhr     | Оберхаузен — Мюльхайм (Рур) — Эссен — Хаттинген |